# Universidad Surcolombiana
La Universidad Surcolombiana "USCO" es una universidad pública colombiana con sede principal en la ciudad de Neiva. Está sujeta a inspección y vigilancia por medio de la Ley 1740 de 2014 y la Ley 30 de 1992 del Ministerio de Educación de Colombia. 
Tiene como misión producir, adecuar y difundir conocimientos científicos, humanísticos y técnicos que sirvan eficazmente a la comprensión y solución de los problemas relevantes de desarrollo integral, equitativo y sostenible. Cuenta con Acreditación de Alta Calidad, por parte del Ministerio de Educación Nacional, mediante Resolución 11233 de 2018.
Cuenta con 4 sedes distribuidas en el departamento del Huila con sede principal en la ciudad de Neiva y subsedes Pitalito, Garzón y La Plata; ofreciendo sus programas de pregrado de tipo tecnológico o profesional y postgrado en modalidades presencial, semipresencial y a distancia. Es reconocida como una de las más importantes del sur de Colombia.

## Misión
La Universidad Surcolombiana orienta y lidera la formación integral, humana y crítica de profesionales e investigadores, fundamentada en conocimientos disciplinares, de las profesiones, interdisciplinares y multiculturales, mediante procesos académicos, sociales y políticos transformadores, comprometidos prioritariamente con la construcción de una nación democrática, deliberativa, participativa y en paz, sustentada en el desarrollo humano, social, sostenible y sustentable en la región Surcolombiana; su accionar será orientado por la ética cívica, el diálogo multicultural, la preservación y defensa del medio ambiente y el Pensamiento Complejo, con proyección nacional e internacional.

## Visión
En el año 2024, la Universidad Surcolombiana consolidara el liderazgo de los procesos de formación integral y crítica de profesionales y será vanguardia en la formación de investigadores, que promuevan los procesos de apropiación, producción y aplicación de los conocimientos, en la construcción de una sociedad democrática, deliberativa, participativa, a fin de que contribuyan a la solución de los problemas relevantes de la realidad regional, con perspectiva de sustentabilidad ambiental, equidad, justicia, pluralismo, solidaridad y respeto por la dignidad humana.

## Historia

### Antecedentes y Creación
El 17 de diciembre de 1968, mediante la Ley 55 se crea el Instituto Universitario Surcolombiano (ITUSCO), con la misión de preparar y calificar los profesionales que requerían el Huila y los entonces Territorios Nacionales (Intendencias y Comisarías) surcolombianos, y el conocimiento de su realidad concreta, gracias a la iniciativa de Monseñor Ángel Cuniberti, Obispo del Vicariato Apostólico del Caquetá, y el apoyo y gestión política del senador liberal del Huila, Guillermo Plazas Alcid. Inició labores académicas el 30 de marzo de 1970, con tres programas de Tecnología, en Administración de Empresas, en Administración Educativa y en Contaduría Pública, con 305 alumnos y cuatro profesores de tiempo completo, en la sede principal de Neiva y en 1971, en la Seccional de Florencia.
El ITUSCO permitió la formación educativa técnica de los bachilleres del área aledaña a Neiva, pero la sociedad huilense pronto requirió de programas profesionales locales. La postura de las directivas del Instituto era la de mantener su naturaleza, estructura y proyección. Esto creó una disidencia dentro de los principales impulsores del ITUSCO conformada por Ricardo Castaño, Germán Cuellar, Reynaldo Polanía, Rafael Cuellar y Alfredo Vanegas, quienes iniciaron una tarea de base con el objetivo de traer a Neiva programas de educación superior. La obtención de este objetivo requirió de múltiples reuniones y movilizaciones sociales, siendo la postura inicial el obtener una sede de la Universidad Nacional en Neiva.
El proyecto inicial mutó y es así como mediante la Ley 13 de 1976 se transformó el ITUSCO en Universidad Surcolombiana, USCO en Neiva y USURCO en la ahora Regional en Florencia, con estructura similar a la de la Universidad Nacional de Colombia, excepto en la conformación del Consejo Superior; en consecuencia, limitó la competencia de la Universidad al ofrecimiento sólo de programas académicos establecidos por la Universidad Nacional. La Universidad Surcolombiana nunca atendió este mandato legal y creó otros programas que luego oficializó ante el ICFES. Vale decir que durante la primera década de existencia, varios programas nacieron sin tener un norte específico y sin el aval de la Universidad Nacional. Sólo en el transcurso de su desarrollo se fueron creando las facultades y oficializando los programas a nivel profesional ante el ICFES. Vale mencionar que para USURCO, en Florencia, la ley 60 del 30 de diciembre de 1982, transformó la Universidad Surcolombiana –Regional Florencia- en Universidad de la Amazonia, ya que la Intendencia del Caquetá se había convertido en Departamento.

### Cronología
- En 1973, se trasladó a la sede de la Avenida Pastrana Borrero, Carrera 1° con los mismos programas, más Lingüística y Literatura, todos a nivel de tecnología. En 1974, se creó el Programa de Enfermería.

- Hasta 1980, la Universidad Surcolombiana aún no había iniciado la cultura de la planeación y la autoevaluación y ya ofrecía nueve programas educación: Preescolar, Lingüística y Literatura,(Actualmente Lic. en lengua castellana) Administración Educativa, Educación Física, Matemáticas y Física, Contaduría Pública, Administración de Empresas, Ingeniería Agrícola y Enfermería; tenía 1.879 estudiantes, noventa y nueve profesores de tiempo completo y algunos de medio tiempo y cátedra. Hasta esa fecha, no se ofrecía ningún programa de postgrado.

- En 1983, se crearon cuatro nuevos programas: Medicina, Ingeniería de Petróleos, Tecnología Agropecuaria y Licenciatura en Tecnología Educativa, estos dos últimos en la modalidad a distancia.

- En 1984, se ofreció el primer Postgrado en la Universidad Surcolombiana, de Especialización en Matemáticas, en convenio con la Universidad Nacional de Colombia.

- En 1989, ya se ofrecían once programas presenciales en Neiva: los nueve programas arriba mencionados, más Medicina e Ingeniería de Petróleos. Además, tres fueron creados en convenio con el Instituto Huilense de Cultura;6 seis a distancia en las sedes: Licenciatura en Tecnología Educativa, creada por Resolución 2123 de octubre de 1989; Tecnología Agropecuaria, Resolución 0626 de marzo de 1988; Tecnología en Gestión Bancaria y Financiera, en convenio con la Universidad del Tolima, Resolución 2419 de noviembre de 1989; Tecnología en Obras Civiles, en convenio con la Universidad del Quindío, según Resolución 190 de febrero de 1990; Tecnología en Administración Municipal, en convenio con la ESAP y Licenciatura en Educación Básica Primaria, en convenio con la Universidad del Quindío, Resolución 191 de febrero de 1990, y dos postgrados de Especialización en Gestión del Desarrollo Regional, según Acuerdo 191 de noviembre de 1989 y en Sistemas, en convenio con la Universidad Nacional de Colombia, abril de 1989. Todas las resoluciones y acuerdos mencionados fueron expedidos por el ICFES. En los veintidós programas, 201 profesores de tiempo completo, 29 de medio tiempo y un número oscilante de catedráticos atendían 4.275 estudiantes. Una sola cohorte del Programa de Educación Básica Primaria a Distancia, atendía 1082 estudiantes.

- Los años 1993 y 1994 marcan la aplicación de la Ley 30 de 1992 y la designación del rector por parte de la comunidad universitaria, de acuerdo con los nuevos procedimientos normativos. Otro hecho importante para el desarrollo de la Universidad se produjo entre 1993 y 1994 con la definición, por parte del Consejo Superior, de la primera Teleología Institucional, plasmada en el Estatuto General.

- A la fecha, la institución ha logrado un mejoramiento significativo en la realización de sus funciones misionales, evidente en la acreditación de alta calidad de los programas de Medicina, Enfermería, Educación Física, Contaduría Pública, Lenguas Modernas e Ingeniería de Petróleos, y en el fortalecimiento y consolidación de grupos de investigación y proyección social.

- Por Acuerdo 020 de 2003, el Consejo Superior expidió el Proyecto Educativo Universitario donde se declaran la misión, los principios, los propósitos, la visión, las políticas y los macro proyectos institucionales, en atención a lo aprobado en el Plan de Desarrollo. Por acuerdo 021 de 2006 se modificó la misión de la Universidad.

- En el año 2007, el Consejo Superior estableció políticas académicas, de investigación, de proyección social, administrativas y financieras para la institución.

- Durante el año 2008, con participación de la comunidad universitaria y los actores relevantes de la región, se formuló el quinto plan de desarrollo para el periodo comprendido entre los años 2009 – 2012 con horizonte prospectivo al año 2019. Este plan está orientado a la Acreditación Académica y Social de la Universidad Surcolombiana; para ser reconocida por el mundo académico y productivo en los ámbitos regional, nacional y mundial. Está orientado por la estrategia de gestión de calidad para la acreditación institucional, mediante las estrategias de consolidación de la comunidad académica, la modernización logística y tecnológica y de cooperación interinstitucional.

- En 2009, el Consejo Superior aprobó la creación del programa de pregrado en matemáticas aplicadas.

- En 2012, La universidad abre inscripciones para el pregrado de Física .

- En 2012, la Universidad Surcolombiana está cumpliendo 42 años de labores académicas como institución de educación superior.[6]

- El 15 de febrero de 2013, el Consejo Superior aprobó la creación del Programa de Ingeniería Civil.[7]
- El 13 de julio de 2018, el Rector Pedro León Reyes Gaspar, recibió la distinción de Acreditación Institucional de Alta Calidad de la Universidad Surcolombiana, Resolución 11233 del Ministerio de Educación Nacional.

## Programas Académicos Actuales
| PROGRAMAS DE PREGRADO Y TECNOLOGÍAS | PROGRAMAS DE PREGRADO Y TECNOLOGÍAS | PROGRAMAS DE PREGRADO Y TECNOLOGÍAS |
| --- | --- | ----------------------------------- |
| Facultad de Ciencias Exactas y Naturales | - Biología Aplicada - Física - Matemática Aplicada |                                     |
| Facultad de Ciencias Jurídicas y Políticas | - Ciencia Política (Resolución MEN Alta Calidad 11233/2018) - Derecho (Resolución MEN Alta Calidad 009318/2023) |                                     |
| Facultad de Ciencias Sociales y Humanas | - Antropología - Comunicación Social y Periodismo - Psicología |                                     |
| Facultad de Economía y Administración | - Administración de Empresas (Resolución MEN Alta Calidad 009090/2019) - Administración Financiera (Resolución MEN Alta Calidad 15282/2019) - Administración Turística y Hotelera - Contaduría Pública - Economía |                                     |
| Facultad de Educación | - Licenciatura en Ciencias Naturales y Educación Ambiental (Resolución MEN Alta Calidad 014242/2023) - Licenciatura en Ciencias Sociales - Licenciatura en Educación Artística - Licenciatura en Educación Física, Recreación y Deportes - Licenciatura en Educación Infantil - Licenciatura en Lenguas Extranjeras con Énfasis en Inglés (Resolución MEN Alta Calidad 021325/2020) - Licenciatura en Literatura y Lengua Castellana (Resolución MEN Alta Calidad 010053/2023) - Licenciatura en Matemáticas (Resolución MEN Alta Calidad 012700/2023) |                                     |
| Facultad de Ingeniería | - Tecnología en Construcción de Obras Civiles - Tecnología en Desarrollo de Software - Ingeniería Agrícola (Resolución MEN Alta Calidad 018051/2020) - Ingeniería Agroindustrial - Ingeniería Civil - Ingeniería de Petróleos (Resolución MEN Alta Calidad 010685/2023) - Ingeniería de Software - Ingeniería Electrónica |                                     |
| Facultad de Ciencias de la Salud | - Enfermería - Medicina (Resolución MEN Alta Calidad 024218/2023) Acreditación Internacional (MERCOSUR) 029 del año 2022. |                                     |
| ESPECIALIZACIONES | |                                     |
| - Especialización en Estadística - Especialización en Derecho Administrativo Archivado el 18 de julio de 2020 en Wayback Machine. - Especialización en Gestión Financiera - Especialización en Revisoría Fiscal y Auditoría - Especialización en Alta Gerencia - Especialización en Estándares Internacionales de Información Financiera y de Aseguramiento - Especialización en Gerencia Tributaria - Especialización en Gerencia de Mercadeo Estratégico - Especialización en Anestesiología y Reanimación - Especialización en Cirugía General - Especialización Enfermería Cuidado Crítico - Especialización en Enfermería Nefrológica y Urológica - Especialización en Epidemiología - Especialización en Gestión de la Seguridad y Salud en el Trabajo - Especialización en Gerencia y Auditoría de la Calidad en Salud - Especialización en Medicina Interna - Especialización en Pediatría - Especialización en Ginecología y Obstetricia | |                                     |
| MAESTRÍAS | |                                     |
| - Maestría en Estudios Interdisciplinarios de la Complejidad - Maestría en Derecho Privado Archivado el 16 de julio de 2020 en Wayback Machine. - Maestría en Derecho Público Archivado el 5 de agosto de 2020 en Wayback Machine. - Maestría en Comunicación de lo Público Archivado el 16 de julio de 2020 en Wayback Machine. - Maestría en Conflicto, Territorio y Cultura - Maestría en Gerencia Integral de Proyectos Archivado el 6 de agosto de 2020 en Wayback Machine. - Maestría en Gerencia Tributaria - Maestría en Administración de Empresas - Maestría en Didáctica del Inglés - Maestría en Educación: área de profundización Docencia e Investigación Universitaria Archivado el 5 de agosto de 2020 en Wayback Machine. - Maestría en Educación y Cultura de Paz - Maestría en Educación Física - Maestría en Educación para la Inclusión - Maestría en Ecología y Gestión de Ecosistemas Estratégicos Archivado el 8 de agosto de 2020 en Wayback Machine. - Maestría en Ingeniería y Gestión Ambiental Archivado el 7 de agosto de 2020 en Wayback Machine. - Maestría en Ingeniería de Petróleos Archivado el 16 de julio de 2020 en Wayback Machine. - Maestría en Ciencia y Tecnología del Café Archivado el 16 de julio de 2020 en Wayback Machine. | |                                     |
| DOCTORADOS | |                                     |
| - Doctorado en Educación y Cultura Ambiental - Doctorado en Agroindustria y Desarrollo Agrícola Sostenible Archivado el 16 de julio de 2020 en Wayback Machine. - Doctorado en Ciencias de la Salud | |                                     |